# Pierre-René Rogue
Pour les articles homonymes, voir Rogue.
Pierre René Rogue, né le 11 juin 1758 à Vannes et décédé le 3 mars 1796 dans la même ville, est un prêtre catholique français, martyr de l'Eucharistie, bienheureux de l'Église catholique romaine, et fêté le 3 mars. 

## Biographie
Pierre René Rogue naît à Vannes, près de la place des Lices et de la cathédrale, en 1758. Il ne connaîtra jamais son père, mort lors d'un voyage peu de temps après sa naissance. Pierre René Rogue achève, à 17 ans, ses études au collège Saint-Yves de Vannes (Collège Jules Simon) et entre au grand séminaire lazariste de la ville en 1776. L'évêque de Vannes, Sébastien-Michel Amelot, l'ordonne prêtre le 21 septembre 1782 en l’église de Notre-Dame du Mené. Aumônier au couvent de la Retraite des Femmes, il entre le 25 octobre 1786 à la Congrégation de la Mission. Après un séjour à la maison-mère à Paris, il devient professeur de théologie au séminaire de Vannes en 1787,.

### Sous la Révolution
Pendant la Révolution, Pierre-René Rogue refuse de prêter serment à la Constitution civile du clergé. Mgr Amelot suit l'exemple du prêtre réfractaire et convoque ses diocésains à Sainte-Anne-d'Auray. Celui-ci leur demande de suivre les ordres du pape et non de l'État. Même avant la condamnation de Rome, le clergé de l'évêché de Vannes s'est en majorité prononcé contre la constitution civile. Mgr Amelot est convoqué par la Convention nationale en raison du faible nombre de prêtres assermentés dans son diocèse, le plus faible de tous. Par la suite, il quittera le pays pour la Suisse. Mgr Le Masne, un évêque constitutionnel, est nommé à sa place le 27 mars 1791. Le séminaire de Vannes est dispersé et fermé, son supérieur s'exile en Espagne.

### Clandestinité et procès

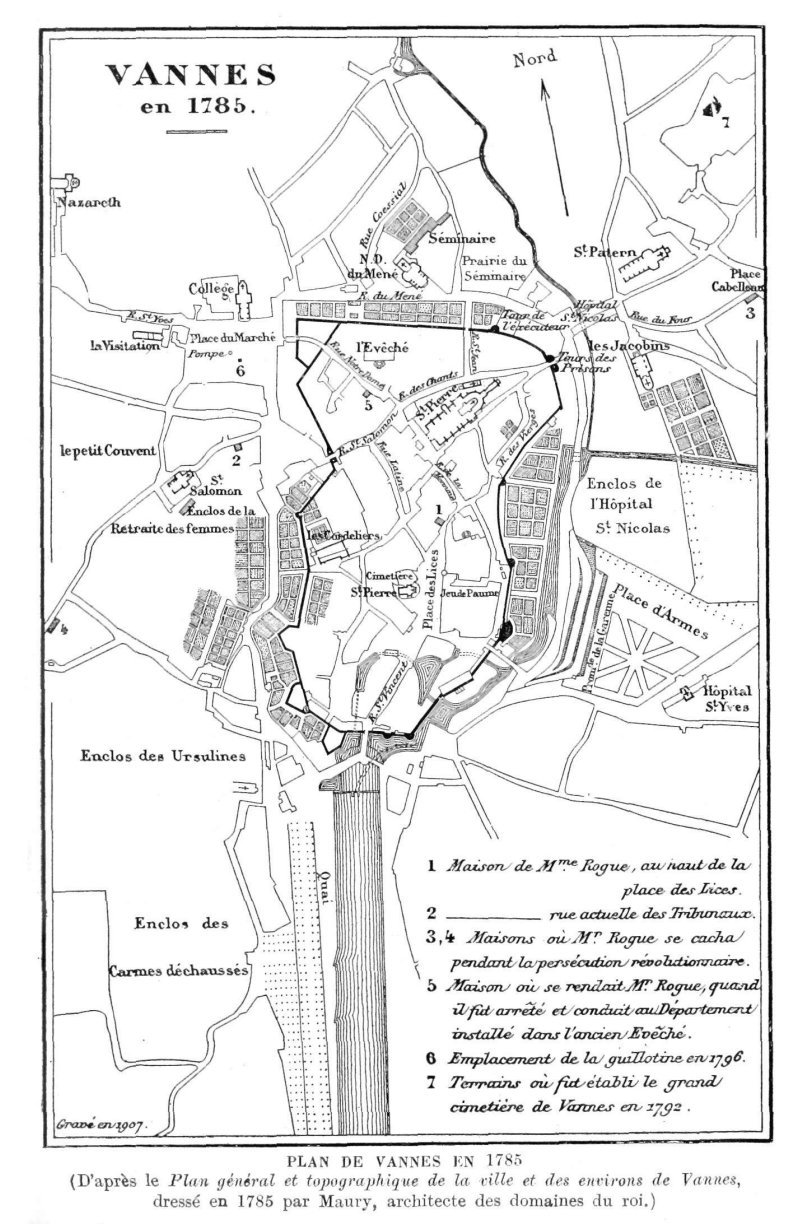
Clandestinité de Pierre-René Rogue dans la ville de Vannes de la fin du XVIIe siècle.

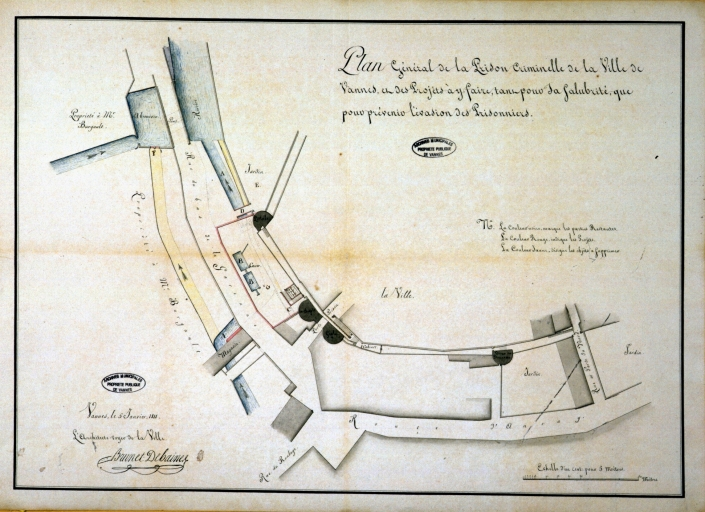
La prison criminelle de Vannes en 1811 (Porte Prison).

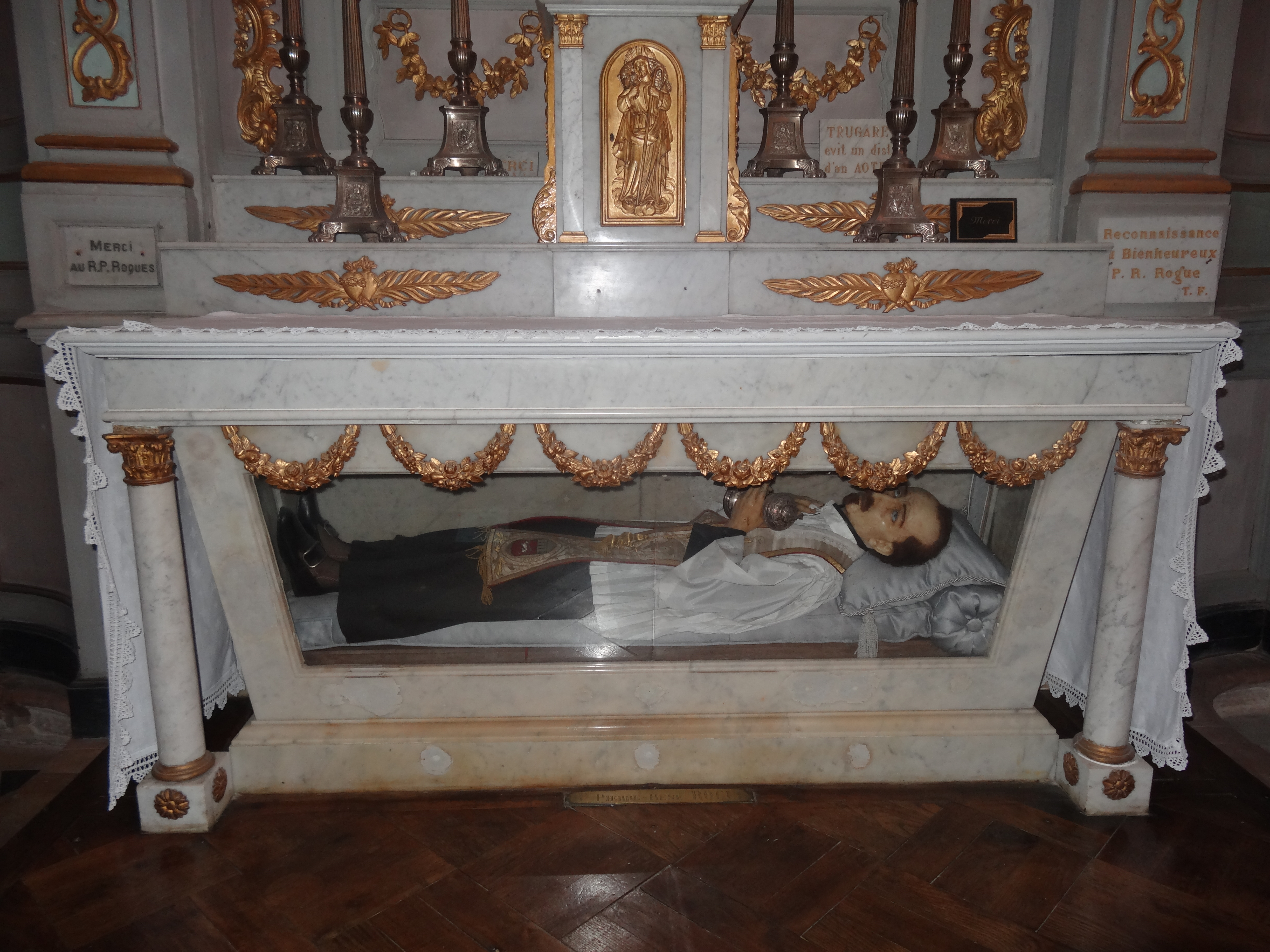
Chapelle du Bienheureux Pierre-René Roque, Cathédrale de Vannes.

La paroisse de Notre-Dame du Mené, où l'abbé Rogue exerce son ministère, est supprimée le 30 avril 1791. Le 2 janvier 1792, Pierre-René Rogue se réfugie chez sa mère. Il entre dans la clandestinité, changeant souvent de domicile et se déguisant afin de pouvoir exercer son ministère d'une façon la plus discrète possible. À Vannes, le culte est organisé par quelques prêtres sous sa direction. Il refuse de prêter le serment Égalité Liberté du 14 août 1792 et réussit à passer inaperçu sous la Terreur. Alors que la situation se calme, il rouvre ouvertement son ministère, mais l'accalmie ne dure qu'un an (1794-1795).
À la suite de l'échec du débarquement de Quiberon, Vannes est en état de siège et la répression est terrible, en particulier pour les prêtres réfractaires. Le soir du 24 décembre 1795, alors qu'il portait le viatique à un malade, il est arrêté et emprisonné dans la prison criminelle de Vannes, (Porte Prison) et pendant deux mois il réconforte ses codétenus parmi lesquels se trouvent quelques prêtres. Le 2 mars 1796, un tribunal révolutionnaire, siégeant dans l'église où il fut ordonné, le condamne à mort moins comme prêtre réfractaire, mais comme traître et ennemi de la Nation. Son exécution a lieu le lendemain sur la place du Marché (actuellement place Maurice Marchais) face à la chapelle Saint-Yves. Sur le chemin de l'échafaud, il chante un cantique qu'il avait écrit en prison. De fervents croyants se précipitent afin de recueillir des linges trempés de son sang. Ses reliques sont aussitôt vénérées et sa tombe devient un lieu de pèlerinage, de nombreux miracles sont rapportés.

### Postérité
La vox populi fait de Pierre-René un saint, mais il faut attendre le 10 mai 1934 pour que son procès en béatification fasse de lui un bienheureux, martyr de l'Eucharistie. Depuis lors, son corps repose dans la cathédrale de Vannes. Le bienheureux est fêté le 3 mars, jour de sa mort, mais localement le 10 mai. La paroisse Saint-Pierre de Vannes célèbre son martyre le 4e dimanche de septembre, au plus proche de la date anniversaire de son ordination sacerdotale.

### Cantique
| Que mon sort est charmant, Mon âme en est ravie ! Je goûte en ce moment Une joie infinie. Que tout en moi publie Les bontés du Seigneur ; Ma misère est finie, Je touche à mon bonheur. J'ai servi Dieu mon Roi, En imitant son zèle ; J'ai conservé la foi, Je vais mourir pour elle. Que cette mort est belle Et digne d'un grand cœur ! | Priez, peuple fidèle, Pour que je sois vainqueur. Ô vous tous, que mon sort Affecte et intéresse, Loin de pleurer ma mort, Tressaillez d'allégresse ; Tournez votre tendresse Sur mes persécuteurs ; Sollicitez sans cesse La fin de leurs erreurs. Hélas ! Ils ne sont plus Les enfants de lumière, Puisqu'ils n'écoutent plus Le successeur de Pierre. | Mais, puisqu'ils sont nos frères, Chérissons-les toujours ; N'opposons à leur guerre Que douceur et amour. Ô Monarque des cieux, Ô Dieu, plein de clémence, Daignez arrêter les yeux Sur les maux de la France ! Puisse ma pénitence, Égale à ses forfaits, Désarmer ta vengeance, Te la tendre à jamais ! J'ai aimé passionnément ce Christ, | qui est là présent au milieu de nous dans le Très-Saint-Sacrement, et qui s'est dit présent aussi dans chacun des êtres qui nous entourent. À vous qui voulez m'honorer, je redis les mots de ma dernière lettre à mes frères les prêtres de ma bonne ville de Vannes : « Aimons-nous toujours pour le temps et pour l'éternité ! ». Ainsi soit-il ! |

Cantique écrit et chanté par le bienheureux Pierre-René Rogue en montant à l'échafaud.